# Тузла (Турска)
Тузла (тур. Tuzla) је насељено место у округу Инегол у вилајету Бурса, Турска. Према попису из 2020. било је 138 становника.
Тузлу настањују Бошњаци, чији су се преци доселили 1893. године из Тузле у Босни. Село се до 2017. године звало Инајет.